# Doris Lessing
Doris May Lessing, nata Tayler (Kermanshah, 22 ottobre 1919 – Londra, 17 novembre 2013), è stata una scrittrice britannica.
Ha vinto il premio Nobel per la letteratura 2007 con la seguente motivazione: «cantatrice dell'esperienza femminile che con scetticismo, passione e potere visionario ha messo sotto esame una civiltà divisa».

## Biografia
Il padre, un ufficiale britannico reduce della prima guerra mondiale, dove aveva sofferto diverse amputazioni, aveva sposato la madre di Doris, un'infermiera, e si era trasferito in Persia, l'attuale Iran, dove lavorava come impiegato di banca. La sua famiglia si trasferì nella colonia britannica della Rhodesia del Sud (l'odierno Zimbabwe) nel 1925, conducendo la difficile vita dei coltivatori di mais. Sfortunatamente, i mille acri di bush africano non divennero sufficientemente fecondi, ostacolando il desiderio della madre di vivere il sogno vittoriano delle "terre selvagge".
Doris Lessing frequentò una scuola cattolica femminile, sebbene la sua famiglia non fosse cattolica. Anche come manifestazione del suo conflitto con la severità materna, lasciò la scuola all'età di quindici anni, divenendo da quel momento autodidatta. Nonostante le difficoltà e un'infanzia infelice, le sue opere sulla vita nell'Africa britannica sono piene di compassione sia per le infruttuose vite dei coloni venuti dal Regno Unito sia per le sfortune degli indigeni.
Si è sposata due volte (entrambe seguite dal divorzio) e ha avuto tre figli. Il secondo marito fu Gottfried Lessing, un emigrante tedesco. Il suo primo romanzo, L'erba canta, fu pubblicato a Londra nel 1950 (anno del secondo divorzio), dopo il suo trasferimento in Europa, dove ha vissuto da allora. Nel 2001 fu premiata con il Premio Principe delle Asturie nella categoria Letteratura per le sue opere in difesa della libertà e del Terzo mondo e il Premio Grinzane Cavour. Ha ricevuto inoltre il David Cohen Prize. Nel 2007 ha ricevuto il premio Nobel per la letteratura.
È deceduta a Londra il 17 novembre 2013 all'età di 94 anni.

## Le opere e lo stile narrativo
Le opere di Doris Lessing sono comunemente divise in tre periodi: il comunismo (1944-1956) quando scrive radicalmente su temi sociali, il tema psicologico (1956-1969) e il sufismo che viene esplorato nella serie di Canopus. Dopo i temi sufi, Doris Lessing ha lavorato in tutte e tre le aree. Il suo romanzo Il taccuino d'oro (The Golden Notebook) è considerato un classico della letteratura femminista da molti studiosi, ma singolarmente non dall'autrice stessa.
Il romanzo la fece entrare nella rosa dei possibili candidati al premio Nobel, ma i suoi successivi romanzi di fantascienza la screditarono, eliminandola dalla rosa dei possibili vincitori. Doris Lessing non amava l'idea di essere considerata un'autrice femminista. Quando una volta le chiesero perché, rispose:
Quando le chiesero quali dei suoi libri considerasse il più importante, scelse la serie fantascientifica di Canopus in Argos. Questi libri mostrano, attraverso molti punti di vista, come una società avanzata possa combattere l'evoluzione forzata (cfr. anche il Ciclo delle Cinque Galassie di David Brin). La serie di Canopus è basata in parte sul sufismo, cui l'autrice fu introdotta da Idries Shah. I suoi primi lavori sullo "spazio interno" come Memorie di una sopravvissuta sono anch'essi connessi a questo tema. Ha scritto anche numerosi racconti sui gatti, i suoi animali preferiti.

## Opere

### Romanzi
- L'erba canta (The Grass Is Singing, 1950)
  - trad. di Maria Stella Ferrari, Collana I romanzi dell'ambra n.10, Roma, Gherardo Casini Editore, gennaio 1952;
  - trad. di Maria Antonietta Saracino, Collana Narrativa, Milano, La Tartaruga, 1989-2003, ISBN 88-77-38-052-7, pp. 238.
- Retreat to Innocence, 1956
- Il giorno che morì Stalin (The Day Stalin Died, 1959), a cura di Cristina Gamberi, Collana Papyngo, Pisa, Edizioni ETS, 2014, ISBN 978-88-467-3862-2.
- Il taccuino d'oro (The Golden Notebook, 1962), trad. di Marialivia Serini, Collana I Narratori n.42, Milano, Feltrinelli, 1964.
- Discesa all'inferno (Briefing for a Descent into Hell, 1971), trad. di Pietro Ferrari, Collana Iperfiction n.2 - Interni, Milano, Mondadori, 1991, ISBN 978-88-356-0031-2; Collana Est n.2, Milano, Tropea, 1996, ISBN 88-438-0012-4, pp. 248; trad. di Annalisa Di Liddo, Postfazione di Oriana Palusci, Roma, Fanucci, 2009.
- L'estate prima del buio (The Summer Before the Dark, 1973)
- Memorie di una sopravvissuta (The Memoirs of a Survivor, 1974), trad. e cura Paola Faini, Collana Il Labirinto, Roma, Lucarini, 1986, 1990, ISBN 88-7033-401-5, pp. XVIII-208; Collezione immaginario, Roma, Fanucci, 2003, ISBN 88-347-0923-3, pp. 256.
- Il diario di Jane Somers (The Diary of a Good Neighbour, firmato con lo pseudonimo Jane Somers, 1983), trad. di Marisa Caramella, Collana I Narratori, Milano, Feltrinelli, 1986, ISBN 88-07-013-17-7.
- Se gioventù sapesse (If the Old Could..., firmato con lo pseudonimo Jane Somers, 1984), trad. di F. Castellenghi Piazza, Collana I Narratori, Milano, Feltrinelli, 1988, ISBN 88-07-013-59-2, pp. 248.
- La brava terrorista (The Good Terrorist, 1985), trad. di Mariagiulia Castagnone, Collana I Narratori, Milano, Feltrinelli, 1987, ISBN 88-070-1326-6, pp. 248.
- Il quinto figlio (The Fifth Child, 1988), trad. di Mariagiulia Castagnone, Collana I Narratori, Milano, Feltrinelli, novembre 1988, ISBN 88-07-01368-1.
- Amare, ancora (Love, Again, 1996), trad. di Bianca Lazzaro, Collana I Narratori, Milano, Feltrinelli, 1996, ISBN 88-07-014-98-X, pp. 320.
- Mara e Dann (Mara and Dann, 1999), trad. di Cristiana Mennella, Collezione Immaginario, Roma, Fanucci, 2004, ISBN 88-34-710-32-0, pp. 517.
- Ben nel mondo (Ben, in the World, 2000; seguito de Il quinto figlio), trad. di Giulia Gatti, Collana I Narratori, Milano, Feltrinelli, 2000, ISBN 88-07-015-79-X, pp. 168.
- Il sogno più dolce (The Sweetest Dream, 2001), trad. di Monica Pareschi, Collana I Narratori, Milano, Feltrinelli, 2002, ISBN 88-070-1605-2.
- La storia del generale Dann, della figlia di Mara, di Griot e del cane delle nevi (The Story of General Dann and Mara's Daughter, Griot and the Snow Dog, 2005; seguito de Mara e Dann), trad. di Simona Fefè, Collezione Immaginario, Roma, Fanucci, 2005, ISBN 88-34-711-20-3, pp. 238.
- Una comunità perduta (The Cleft, 2007), trad. di Daniela Middioni, Collezione Vintage, Roma, Fanucci, 2008, ISBN 88-34-713-82-6, pp. 256.

#### SerieFigli della violenza, (Children of Violence, 1952-1969)
- Martha Quest (1952), trad. di Francesco Saba Sardi, Collana I Narratori, Milano, Feltrinelli, 1991, ISBN 88-07-014-20-3, pp. 296.
- Un matrimonio per bene (A Proper Marriage, 1954), trad. di Francesco Saba Sardi, Collana I Narratori, Milano, Feltrinelli, 1992, ISBN 88-07-014-30-0, pp. 400. [col titolo La noia di essere moglie, Milano, Feltrinelli, 1957-1983, ISBN 88-07-80981-8]
- Echi della tempesta (A Ripple from the Storm, 1958), trad. di Giulia Gatti, Collana I Narratori, Milano, Feltrinelli, 1994, ISBN 88-07-014-66-1, pp. 312.
- Landlocked (1965)
- The Four-Gated City (1969)

#### SerieCanopus in Argos: Archivi(1979-1983)

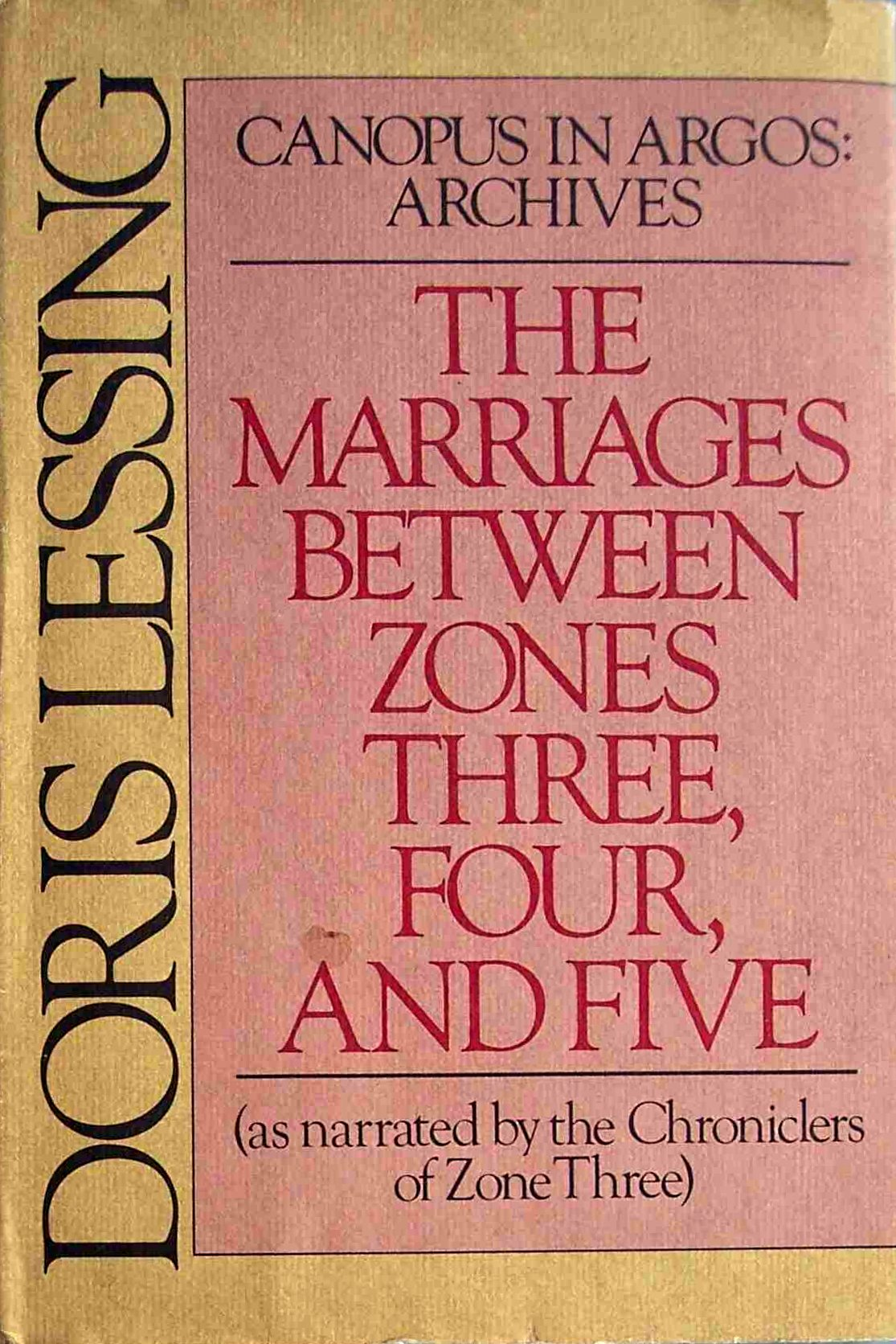

- Shikasta (1979), trad. di Oriana Palusci, Collezione Vintage, Roma, Fanucci, 2014, ISBN 88-34-723-80-5.
- Un pacifico matrimonio (The Marriages Between Zones Three, Four and Five, 1980), Collezione Vintage, Roma, Fanucci, 2007, ISBN 88-34-713-37-0.
- Una donna armata. Esperimenti siriani (The Sirian Experiments, 1980), Collezione Vintage, Roma, Fanucci, 2014, ISBN 88-34-72-654-5, pp. 343.
- Un luogo senza tempo (The Making of the Representative for Planet 8, 1982), trad. di Annalisa Di Liddo, Collezione Vintage, Roma, Fanucci, 2008. [col titolo Pianeta 8, trad. di Paola Faini, Collana Il Labirinto, Roma, Lucarini, 1989, ISBN 88-7033-308-6, pp. 127]
- The Sentimental Agents in the Volyen Empire (1983)

### Raccolte di racconti e novelle
- This Was the Old Chief's Country, 1951
- Five Short Novels, 1953
- Through the Tunnel, 1955
- L'abitudine di amare (The Habit of Loving, 1957), trad. di Vincenzo Mantovani, Collana Narrativa, Milano, Feltrinelli, marzo 1959; Collana UEF, Feltrinelli, settembre 1991.
- A Man and Two Women, 1963
- African Stories, 1964
- Winter in July, 1966
- The Black Madonna, 1966
- La storia di un uomo che non si sposava e altri racconti (The Story of a Non-Marrying Man, 1972), trad. di Riccardo Mainardi, Collana Narratori della Fenice, Milano, Guanda, 1989, ISBN 88-77-464-11-9, pp. 340; Collana Teadue, Milano, TEA, 1994, ISBN 88-78-194-68-9; Collana Le Fenici Tascabili, Guanda, 2002, ISBN 88-8246-505-5; Introduzione di Chiara Valerio, Guanda, 2018. [13 racconti]
- This Was the Old Chief's Country: Collected African Stories, Vol. 1, 1973
  - Racconti africani, trad. di Franca Castellenghi Piazza, Collana I Narratori, Milano, Feltrinelli, settembre 1989, ISBN 88-07-0138-78, pp. 176. [include le Collected African Stories, voll. 1 e 2]
- The Sun Between Their Feet: Collected African Stories, Vol. 2, 1973
- 'To Room Nineteen: Collected Stories, Vol. 1, 1978
- The Temptation of Jack Orkney: Collected Stories, Vol. 2, 1978
- Stories, 1978
- Racconti londinesi (London Observed: Stories and Sketches, 1992), trad. di Giulia Gatti, Collana I Narratori, Milano, Feltrinelli, 1993, ISBN 88-07-014-47-5, pp.192.
- The Real Thing: Stories and Sketches, 1992
- Spies I Have Known, 1995
- The Pit, 1996
- Le nonne (The Grandmothers: Four Short Novels, 2003), trad. di E. Dal Pra, F. Francio e M. Pareschi, Collana I Narratori, Milano, Feltrinelli, 2004, ISBN 88-07-016-57-5, pp.250.
- Il senso della memoria, trad. di Cristiana Mennella, Collezione Immaginario, Roma, Fanucci, 2006, ISBN 88-34-711-84-X, pp.120. [include 1 racconto e 2 saggi]

#### Racconti sui gatti

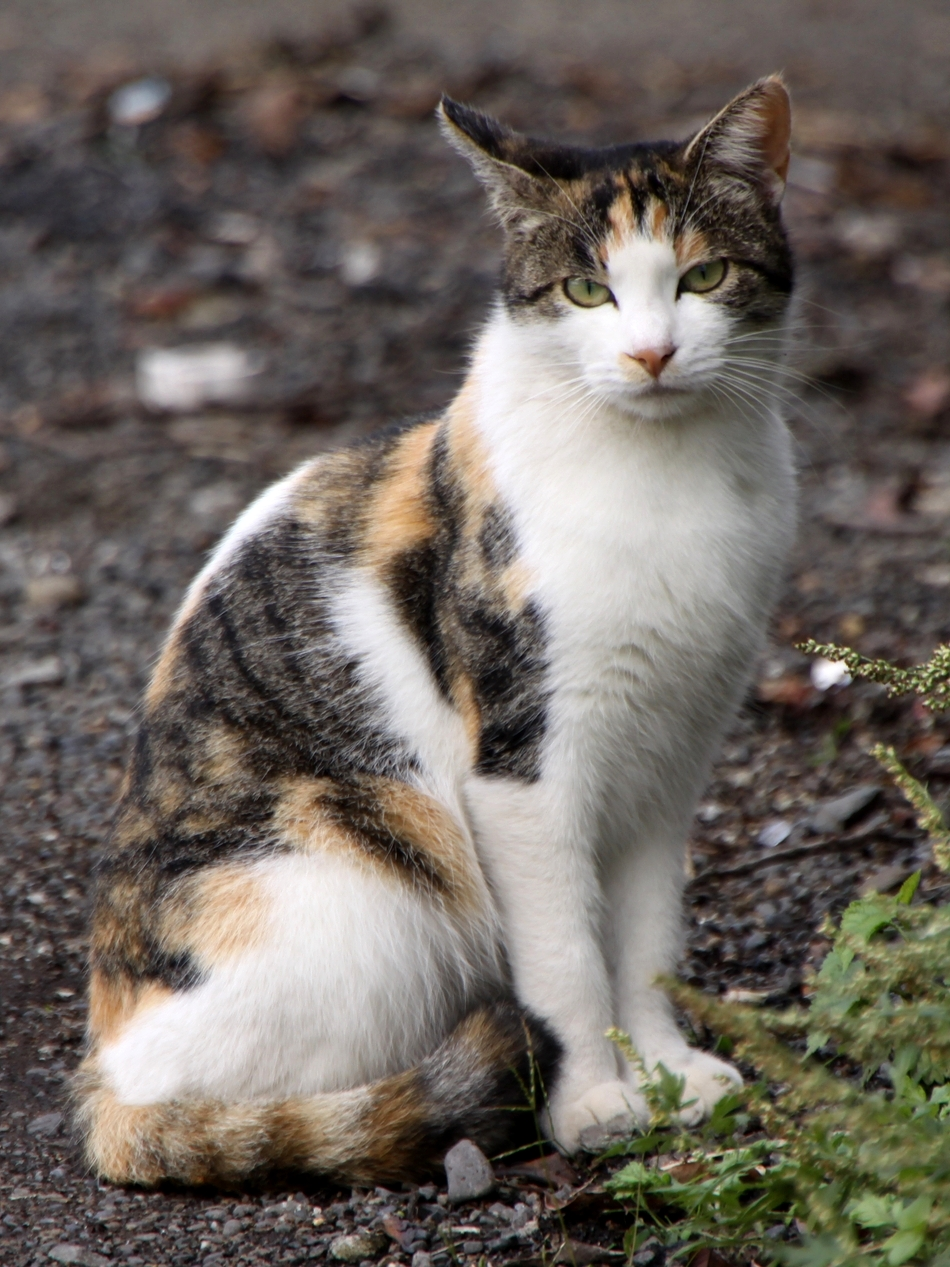
Un gatto, animale al quale Lessing ha dedicato svariati racconti

- Gatti molto speciali (Particularly Cats, 1967), trad. di Maria Antonietta Saracino, Collana Narrativa, Milano, La Tartaruga, 1990-2002, ISBN 88-77-380-71-3; Collana UEF, Milano, Feltrinelli, 2008, ISBN 88-07-720-37-X. [racconti e saggi]
- Particularly Cats and Rufus the Survivor, 1993 [racconti e saggi]
- La vecchiaia di El Magnifico (The Old Age of El Magnifico, 2000), Collana Le vele, Milano, Archinto, 2001, ISBN 88-7768-316-3, pp.40. [racconti e saggi]
- On Cats, 2002 [edizione contenente i 3 libri precedenti]

#### Raccolte italiane dei racconti
- Tra donne, trad. di Luisa Pontrandolfo, Collana Il Labirinto, Roma, Savelli, 1979, pp.127. [include: L'altra da Five; In mezzo agli uomini e  La stanza 19, tratti da A man and Two Women]
- L'altra donna (1953), collana I Narratori, traduzione di Grazia Gatti, Milano, Feltrinelli, gennaio 1991, ISBN 88-07-01412-2. [include: The Other Woman, A Home for the Highland Cattle, Eldorado]

### Teatro
- Mr. Dollinger (1958)
- A ciascuno il suo deserto (Each His Own Wilderness, 3 drammi, 1959)
- Commedia con la tigre (Play with a Tiger, 1962)

### Autobiografia e memorie
- Going Home (1957)
- Sorriso africano. Quattro visite nello Zimbabwe (African Laughter: Four Visits to Zimbabwe, 1992), trad. di Andrea Buzzi, Milano, Feltrinelli Traveller, 1994, ISBN 978-88-710-8115-1, pp.446; Collana UEF, Feltrinelli, marzo 1999.
- Mia madre (Impertinent Daughters. My Mother's Life), collana Varianti, traduzione di Paola Mazzarelli, Torino, Bollati Boringhieri, 1988,  pp. 101, ISBN 978-88-339-0432-0. [racconto autobiografico]
- Sotto la pelle. La mia autobiografia, primo volume 1919-1949 (Under My Skin: Volume One of My Autobiography, to 1949, 1994), trad. di Maria Antonietta Saracino, Collana I Narratori, Milano, Feltrinelli, 1997, ISBN 88-07-01530-7.
- Camminando nell'ombra. La mia autobiografia, secondo volume 1949-1962 (Walking in the Shade: Volume Two of My Autobiography, 1949 to 1962, 1997), trad. di Andrea Buzzi, Collana I Narratori, Milano, Feltrinelli, 1999, ISBN 88-07-01564-1.
  -  Sotto la pelle. La mia autobiografia. 1919-1962, Collana UEF, Milano, Feltrinelli, 2019, ISBN 978-88-078-9221-9. [il libro riunisce i 2 volumi dell'autobiografia]
- Alfred e Emily (Alfred and Emily, 2008), Collana I Narratori, Milano, Feltrinelli, 2008, ISBN 88-07-017-52-0, pp. 245. [memoir/fiction ibrida]

### Saggi e conversazioni
- In Pursuit of the English, 1960
- Le prigioni in cui scegliamo di vivere. Cinque lezioni sulla libertà (Prisons We Choose to Live Inside, 1986), trad. di Maria Baiocchi, Roma, minimum fax, 2025, ISBN 978-88-3389-599-4. [col titolo Le prigioni che abbiamo dentro. Cinque lezioni sulla libertà, Collana Filigrana, minimum fax, febbraio 1998, ISBN 88-86568-39-8, pp. 90]
- The Wind Blows Away Our Words, 1987
- A Small Personal Voice, 1994
- Conversations, a cura di Earl G. Ingersoll, 1994
- Putting the Questions Differently, a cura di Earl G. Ingersoll, 1996 (interviste)
- Time Bites: Views and Reviews, 2004 (saggi)
- On Not Winning the Nobel Prize (Discorso d'accettazione del Premio Nobel per la Letteratura, 2007; pubblicato nel 2008)

### Raccolte poetiche
- Fourteen Poems, 1959
- The Wolf People – INPOPA Anthology 2002 (poesie di Lessing, Robert Twigger e T.H. Benson, 2002)

### Libretti d'opera
- The Making of the Representative for Planet 8 (musica di Philip Glass, 1986)
- The Marriages Between Zones Three, Four and Five (musica di Philip Glass, 1997)

## Adattamenti

### Film tratti dalle opere della Lessing
- Memorie di una sopravvissuta (Memoirs of a Survivor), regia di David Gladwell, Regno Unito, 1981.
- Two Mothers (Adore), regia di Anne Fontaine, Australia-Francia, 2013.

## Premi e riconoscimenti
- Somerset Maugham Award (1954)
- Prix Médicis étranger (1976)
- Österreichischer Staatspreis für Europäische Literatur (1981)
- Shakespeare-Preis della fondazione Alfred Toepfer F. V. S.,[5] Amburgo (1982)
- Premio per la letteratura “W. H. Smith” (1986)
- Premio Letterario Internazionale "Mondello Città di Palermo", Palermo (1987)
- Premio Grinzane Cavour (1989)[6]
- James Tait Black Memorial Prize, Edimburgo 1994, per Under My Skin[7]
- Los Angeles Times Book Prize (1995), sezione biografie, Under My Skin: Volume One of My Autobiography, to 1949[8]
- XI Premio Internazionale della Catalogna (1999)[9]
- David Cohen British Literary Prize (2001)[10]
- Membro onorario della Royal Society of Literature (2001)[11]
- Premio Principe delle Asturie per la letteratura (2001)[12]
- S.T. Dupont Golden PEN Award (2002)[13]
- Premio Nobel per la letteratura (2007).[14]